# Lincoln City (Oregon)
Lincoln City est une petite ville dans le comté de Lincoln, dans l'ouest de l'État de l'Oregon aux États-Unis.

## Géographie
La ville s'étend en longueur le long de la côte pacifique.
Sur un tiers de sa longueur est, Lincoln City est bordée par le Devils Lake.  À son extrémité sud, celui-ci donne naissance au fleuve D, l'un des plus petits du monde, qui traverse Lincoln City sur quelques dizaines de mètres avant de se jeter dans l'Océan Pacifique.